# Mu Zimei

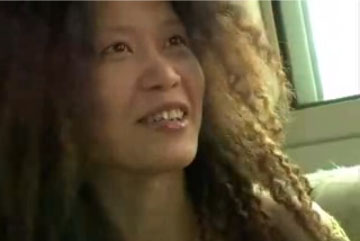
Muzi Mei.

Muzi Mei (木子美) , Mu Zimei , Mu Zi Mei o Muzimei es el alias de una joven periodista china de Cantón nacida en 1978. 
Nació en Cantón y se hizo muy famosa en 2003. Su nombre real es Li Li (李丽). Su obra contiene descripciones explícitamente sexuales de sus encuentros con varios hombres, algo en lo que ha sido pionera en China. 
En 2003 su obra fue muy comentada en diversos medios de comunicación chinos e incluso se mencionaba esta polémica creada en el New York Times y en el Washington Post entre otros medios fuera de este país. Se le suele relacionar con Tang Jiali, una bailarina que publicó un libro de desnudos artísticos propios.
Su obra se incluye en la corriente contestataria en la que también encontramos a Wei Hui y Mian Mian, en la que la crítica valora más por su valor testimonial que por su valor literario.
Parte de sus blogs ha sido traducida al francés y publicada con el título de Journal sexuel d'une jeune Chinoise sur le net (ISBN 2-226-15980-0).